# Sebastian Lotzer
Sebastian Lotzer (* um 1490 in Horb am Neckar; † nach 1525) war ein deutscher Kürschner, Laientheologe sowie reformatorischer und politischer Schriftsteller.

## Leben

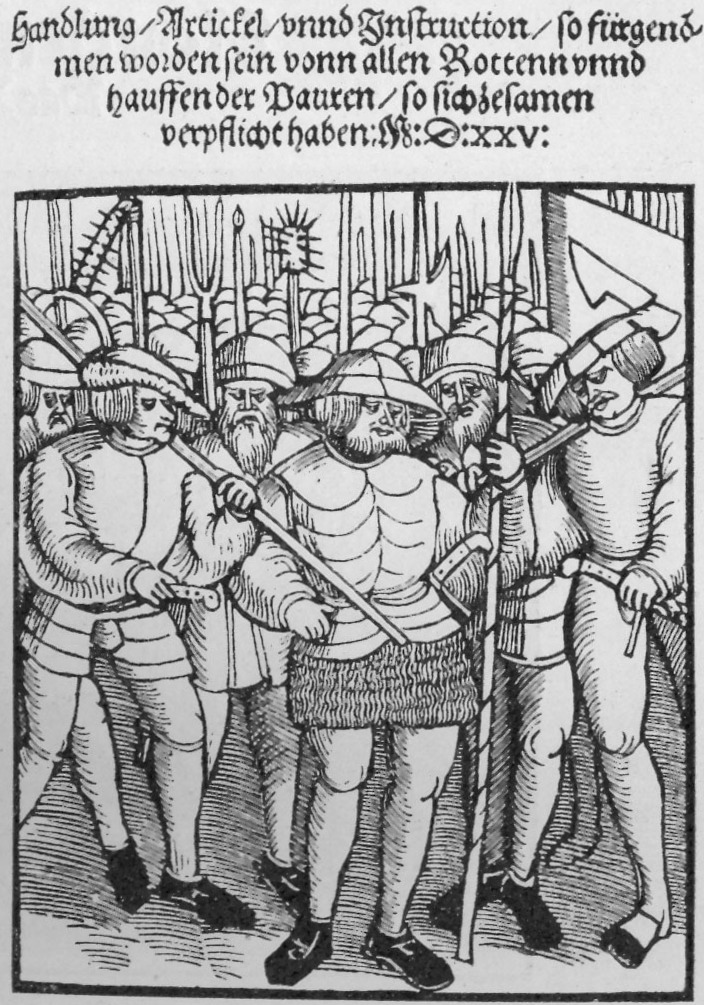
Die zwölf Artikel. Titelblatt

Nach dem Erlernen des Kürschnerhandwerks ging Sebastian Lotzer auf Wanderschaft, wodurch er in das oberschwäbische Memmingen kam. Hier verfasste er zwischen 1523 und 1525 fünf reformatorische Schriften. 1525 formulierte er als Vertrauensmann der Bauern für die 27 Dörfer des Memminger Territoriums die „Memminger Artikel“. Kurze Zeit später verfasste er zusammen mit der Christlichen Vereinigung im Bauernkrieg die „Zwölf Artikel“ und die „Bundesordnung“.
Lotzer war stark von den Reformschriften von Christoph Schappeler beeinflusst. In seinem „Beschyrmbüchlein“ aus dem Jahr 1523 begnügte sich Lotzer nicht mehr damit, einzelne Punkte der alten Lehre anzugreifen, sondern stellte seine eigene Ansicht des Evangeliums dar. Damit gab er der Bevölkerung die geistigen Waffen an die Hand, um seine Überzeugung gegen den Klerus zu verteidigen. Wie in vielen anderen zu der Zeit erschienen Beschirmbüchlein und Traktaten ging es ihm vor allem um die Verwerfung der Werkgerechtigkeit, des Ablasshandels, der Ohrenbeichte, der Fastengebote und der Heiligenfürbitte, dagegen ein Bekenntnis zur lutherischen Rechtfertigungslehre und zu einem allgemeinen Priestertum der Gläubigen.

Im Jahr 1523 erschien von Lotzer:

„Ain christlicher Sendbrief darin angetzaigt wird, dz die layen macht und recht haben von dem hailigen Wort gots reden, lern, un schreibe …“

Er fordert, allein dem Wort Gottes und nicht der Vernunft zu glauben und leitet daraus ab, „das wort gotts rayn und lautter on all mennschen gedicht“ zu verkünden. Durch sein Prinzip, nichts gelten zu lassen, was sich nicht aus der Bibel rechtfertigen lässt, gab er, wohl ohne es zu wollen, den Anstoß zu einer revolutionären Wendung der zu der Zeit im Umbruch befindlichen Kirchenlehre und -struktur. Wenngleich Lotzer jede Gewaltanwendung leugnete und verwarf, entschuldigte er doch die Memminger Aufrührer.
Gesicherte Erkenntnisse zur tatsächlichen Urheberschaft der beiden Dokumente existieren bis heute nicht.
Der Historiker Peter Blickle weist in seiner Abhandlung Der Bauernkrieg die Entstehung der 12 Artikel und der Bundesordnung dem Baltringer Haufen zu. Die zwölf Artikel gelten als die erste Niederschrift von Menschen- und Freiheitsrechten in Europa und als erste verfassungsgebende Versammlung auf deutschem Boden.
Nachdem der Schwäbische Bund den Bauernaufstand niedergeschlagen hatte, musste Lotzer im April 1525 aus Memmingen fliehen. Zuletzt finden sich Spuren von ihm in St. Gallen. Sein Sterbeort und sein Sterbedatum sind unbekannt.

## Rezeption

Denkmal in Horb von Markus Wolf (2006)
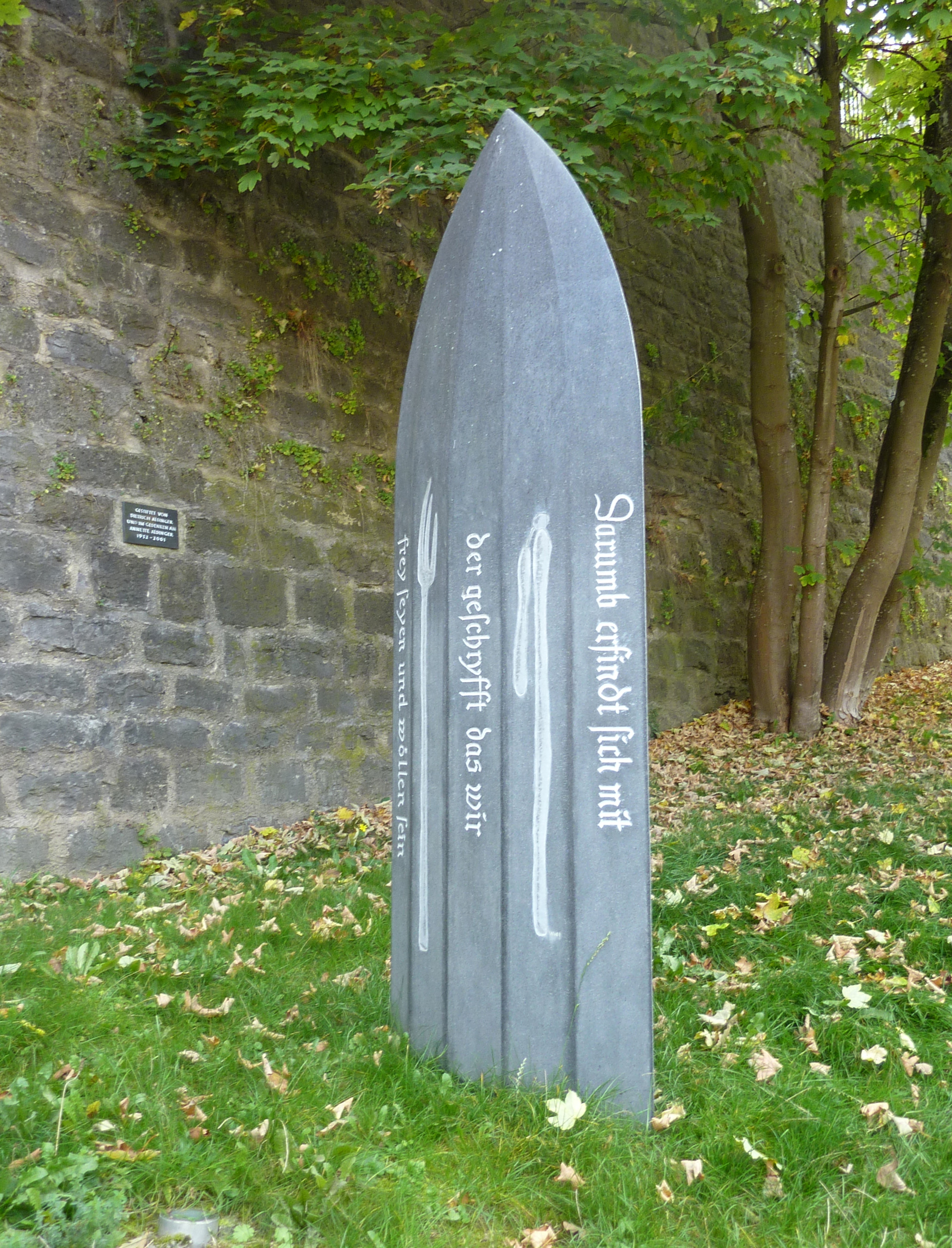
Vorderseite
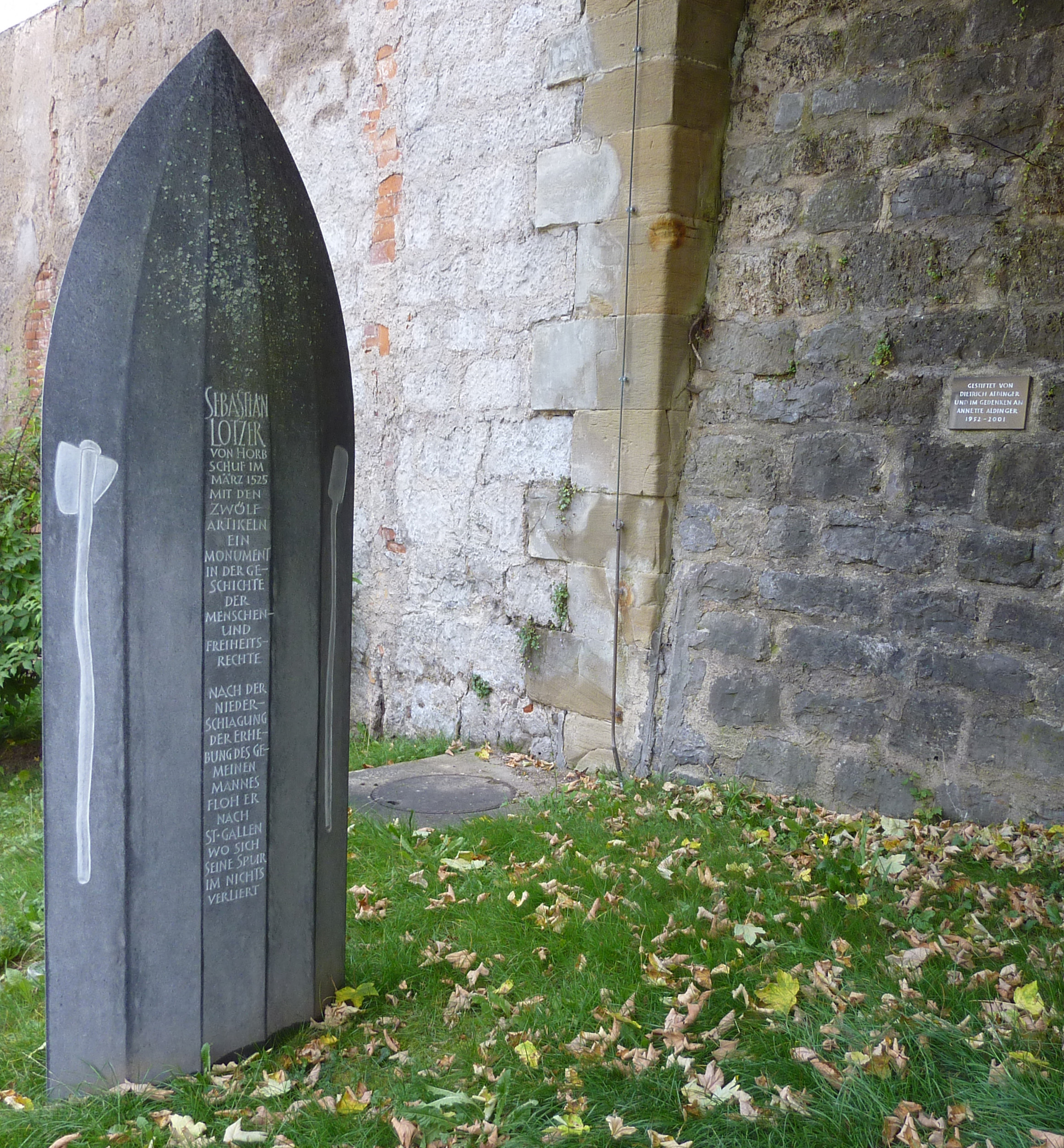
Rückseite

In Memmingen wurde eine Straße und die städtische Realschule nach ihm benannt.
In Horb wurde am  23. September 2006 in der Wintergasse beim Aufgang zum Kloster ein Sebastian-Lotzer-Denkmal aufgestellt, das der Bildhauer Markus Wolf aus Granit angefertigt und einer Lanzenspitze nachempfunden hat. Auf der Vorderseite steht ein Zitat aus den Zwölf Artikeln Lotzers: Darumb erfindt sich mit der geschryfft das wir frey seien und wollen sein mit der Bedeutung, dass in der Bibel steht, dass die Menschen frei seien und sein wollen. Auf der Rückseite steht: Sebastian Lotzer von Horb schuf im März 1525 mit den zwölf Artikeln ein Monument in der Geschichte der Menschen- und Freiheitsrechte. Nach der Niederschlagung der Erhebung des gemeinen Mannes floh er nach St. Gallen, wo sich seine Spur im Nichts verliert.

## Werke
- „Beschyrmbüchlein“: Ain vast haylsam trostlich christelych unüberwyndtlich beschyrmbüchlin … M. Ramminger, Augsburg 1523[5]
- Die Zwölf Artikel der Bauern von 1525. In: Alfred Götze, L. E. Schmitt (Hrsg.): Aus dem sozialen und politischen Kampf. Die 12 Artikel der 1525. Hans Hergot, Von der neuen Wandlung 1527. Niemeyer, Halle (Saale) 1953, (Flugschriften aus der Reformationszeit20), (Neudrucke deutscher Literaturwerke des 16. und 17. Jahrhunderts 322), S. 39–44
- Die Zwölf Artikel der Bauern von 1525. In: Akademie der Wissenschaften der DDR (Hrsg.): Flugschriften der Bauernkriegszeit. 2. durchgesehene Auflage. Akademie-Verlag, Berlin 1978, S. 26–31
- Eine heilsame Ermahnung an die Einwohner von Horb. In: Adolf Laube (Hrsg.): Flugschriften der frühen Reformationsbewegung. Band 1. Akademie der Wissenschaften der DDR, Berlin 1983, S. 252–264